# دیوید لمبرت (هنرپیشه)
دیوید لمبرت (انگلیسی: David Lambert؛ زادهٔ ۲۹ نوامبر ۱۹۹۲) یک هنرپیشه اهل ایالات متحده آمریکا است. وی از سال ۲۰۰۶ میلادی تاکنون مشغول فعالیت بوده‌است. از آثار او می‌توان به ایفای نقش برندون آدامز-فاستر در سریال پرورشگاهی‌ها، مشکل خوب و نجات غریق اشاره کرد.